# Епархия Тулагнару
Епархия Тулагнару (лат. Dioecesis Tolagnarensis) — епархия Римско-Католической церкви с центром в городе Тулагнару, Мадагаскар. Епархия Тулагнару входит в митрополию Тулиары.

## История
16 января 1896 года Святой Престол учредил апостольский викариат Южного Мадагаскара, выделив его из апостольского викариата Мадагаскара (сегодня — Архиепархия Антананариву).
20 мая 1913 года апостольский викариат Южного Мадагаскара был переименован в апостольский викариат Форт-Дафена.
14 сентября 1955 года Римский папа Пий XII выпустил буллу Dum tantis, которой преобразовал апостольский викариат Форт-Дафена в епархию. В этот же день епархия Форт-Дафена вошла в митрополию Тананариве (сегодня — митрополия Антананариву).
8 апреля 1957 года епархия Форт-Дафена передала часть своей территории для возведения новых епархий Фарафанганы и Тулеара (сегодня — Архиепархия Тулиары).
11 декабря 1958 года епархия Форт-Дафена вошла в митрополию Фианаранцуа.
13 апреля 1967 года епархия Форт-Дафена передала часть своей территории для возведения новой епархии Ихози.
23 ноября 1989 года епархия Форт-Дафена была переименована в епархию Тулагнару.
3 декабря 2003 года епархия Тулагнару вошла в митрополию Тулиары.

## Ординарии епархии
- епископ Жан-Жак Крузе (16 января 1896 — 8 января 1933);
- епископ Антонио Сева (8 января 1933 — октябрь 1952);
- епископ Альфонс-Мари-Виктор Френель (4 марта 1953 — 26 сентября 1968);
- епископ Жан-Пьер-Доминик Зевако (26 сентября 1968 — 24 апреля 2001);
- епископ Венсан Ракотозафи (24 апреля 2001 — настоящее время).

## Источник
- Annuario Pontificio, Ватикан, 2007
- Булла Dum tantis, AAS 48 (1956), стр. 113  (лат.)